# 乔治·尼尔森
乔治·德莱沃·尼尔森（George Driver Nelson，1950年7月13日—），前美國空軍上校及美国国家航空航天局宇航员，执行过STS-41-C、STS-61-C以及STS-26任务。